# ブルームバーグ (企業)

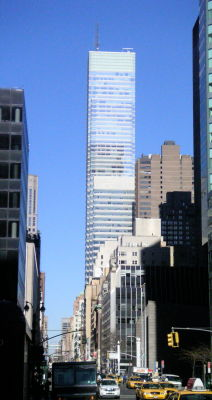
ブルームバーグ本社が入っているブルームバーグタワー

ブルームバーグ（Bloomberg L.P.）は、経済、金融情報の配信、通信社、放送事業を手がけるアメリカ合衆国の大手総合情報サービス会社。本社はニューヨークにある。
ソロモン・ブラザーズの元幹部で、後に第108代ニューヨーク市長となったマイケル・ブルームバーグ（以下「マイケル」）によって設立された。当初は債券取引の情報を専用端末に配信するサービスを提供していたが、その後、通信社をはじめ、テレビ、ラジオ、雑誌などメディア事業を展開。世界に185の拠点を持ち、社員数は約1万5500人。
Bloombergは『ブルンバーグ』などの表記ゆれがあるが、本項では引用以外では日本法人の表記である『ブルームバーグ』とする。

## 歴史
1981年10月にマイケルが、当時のソロモン・ブラザーズが買収された際に渡された退職金を元手に、「イノヴェーティヴ・マーケット・システムズ (Innovative Market Systems) 」を設立、後に社名を「ブルームバーグ」と改称した。メリルリンチが最初の顧客となり、債券の取引情報サービスを手がけた。そのため、ブルームバーグの株主にはマイケルのほかにメリルリンチが並んでいる。当時、マーケットのデータ提供サービスは、ロイターとダウ・ジョーンズに牛耳られていた。ただマイケル自身、トレーダーをしていた頃に両社のサービスに不満を持っていたので、これを改良するサービスを提供したところ大ヒットし、急成長を遂げた。現在では株のほとんどを買い戻し、情報中立的な立場をとっている。
その後、会社のブランド力を上げるには報道部門が必要だと判断し、ウォールストリート・ジャーナルで債券担当の記者だった、マット・ウィンクラーをスカウトし、報道部門の責任者に据え、本格的に報道部門に参入した。
2001年にマイケルはニューヨーク市長に立候補したため、CEOの席を降りている。2009年12月にはマグロウヒル社から雑誌ビジネスウィークを買収した。
利用者の使い勝手や操作性、データの見つけやすさなどを向上させるようにソフトウェアの開発を常に行うことが強みなっており、2001年からの10年間で売り上げを約3倍に増やし、2010年の年商は推定70億ドルである。

### 日本での展開
東京支局でも社員約600名を抱えて、事業を展開している。
2024年5月13日、TBSテレビとの間で5年間の戦略的パートナーシップを締結したことを発表。これに伴い、同年6月26日から同社のニュースサイトであるTBS NEWS DIGにブルームバーグの取材記事を配信している。また、同年10月15日からTBS NEWS DIGとは別に、TBSテレビとブルームバーグの共同ブランドによる経済・金融関連のニュースサービス「TBS CROSS DIG with Bloomberg」の提供を開始した。

## 主なサービス内容と特徴

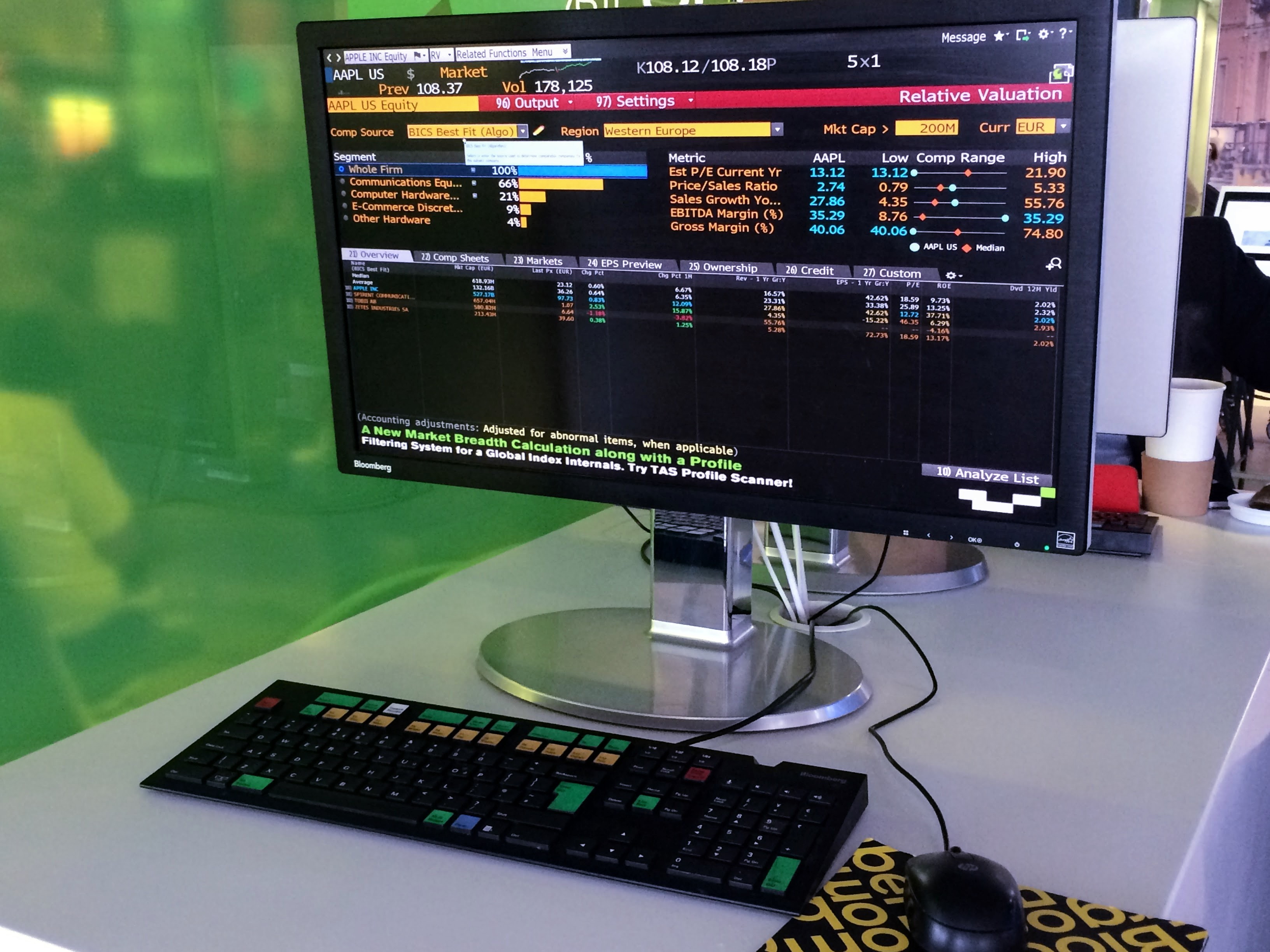
ロンドン・シティ空港に設置された、ブルームバーグターミナル

ブルームバーグが提供しているサービスで最も普及しているのは独自アプリケーションを用いた情報端末である。どこからでもインターネット接続があれば利用できる「ブルームバーグ・エニウェア」と主に社内利用用の固定端末の「ブルームバーグ・プロフェッショナル」サービスがある。一部にバグなどの問題の指摘もあるが、常にユーザーのフィードバックを元に新しい機能や改良などが頻繁に行われサービス向上に努めている。ロイターのシェアを過去十年以上に渡って奪い続けていることからも、企業戦略としては成功を収めていることがわかる。
2015年4月17日、取引システムに原因不明の障害が発生した。市場参加者らによると2時間近く画面が全く表示されない状態が続いた。値動きが確認できず、ニュース配信も途切れがちだったという。

## 批判

### 中国共産党に配慮した疑惑

#### 抗議と圧力
ブルームバーグ・ニュースは、2012年6月に中華人民共和国の習近平国家副主席（当時）を含む、中国共産党首脳陣の私有財産についての調査記事
を配信してから、中国共産党政府の抗議を受け、同社記者への中国報道査証の新たな交付が一切認められず、中国の官民機関とのブルームバーグ端末の契約も減っていた。
その後、同ニュースは現職・元職の中国共産党中央政治局常務委員の親族と中国人実業家との資産的つながりに関する記事を準備したが、中国当局から国外追放されることを懸念して配信を取りやめたことが2013年11月に明るみに出た。直後に執筆した記者の１人が停職処分になったうえ、退社した。
また、アジア担当の編集委員が中華人民共和国に関する調査報道の扱いを巡り辞任した。同ニュースのウィンクラー編集長は同年10月末、中国と同じ一党独裁下で報道規制を行っていたドイツの「国家社会主義ドイツ労働者党（ナチス）」を引き合いに出し、記事を配信すればブルームバーグが中国から追放される可能性に言及していた。中国当局は同年11月末、同社の北京と上海のオフィスを抜き打ちで調査し、ウィンクラー編集長のナチス発言をめぐり謝罪を求めた。
ブルームバーグのグローアー会長は2014年3月に、中華人民共和国の特別行政区の香港で「会社はビジネス・ニュース報道の中心から逸れる記事を見直すべきだった。なぜならば、そのような記事は中国市場における巨大な売り上げの可能性を危険にさらしたからだ」と発言した。この発言は上記記事を示唆したものと受け止められている。

#### 当局のネット規制への協力疑惑
ブルームバーグは特定の記事にコード（Code 204）を埋め込むことで、当該記事が中華人民共和国内のブルームバーグ端末で閲覧できないようにする機能も利用しているとされる。

### 顧客情報への不適切なアクセス
同社報道部門であるブルームバーグ・ニュースの社員と記者は、マーケティングと顧客管理上の観点から、契約者である金融機関がブルームバーグ端末をどう利用しているかについて知りうる立場にあり、これを利用して取材を行った疑いが持たれている。
社員と記者は「連絡先情報を含む個別の契約者に関する属性」、「いつ契約者が最後にログオンしたか」、「契約者と顧客サービス担当者間のチャットに関する情報」、「加入者が特定の機能をどのくらい使用したかに関する週別統計」などのデータを閲覧することができた。
これらの情報は、マーケティングや顧客管理のみに利用されたわけではなく、JPモルガン・チェースのトレーダーが2012年夏に起きた巨額損失事件で解雇されたか否かに関する取材でも利用された疑いがある。またゴールドマン・サックスは、自社従業員の雇用状況をめぐる取材で端末ログオン情報が利用されたとして、ブルームバーグに苦情を申し入れた。
同社のドクトロフCEOは「長い間、限られた顧客関連データについて記者に利用を許していたが、間違いだった」と述べ、ブルームバーグ・ニュースのマシュー・ウィンクラー編集長は謝罪のためゴールドマン・サックスに連絡を取った。
なお、同問題が発覚する数日前に記者・編集者研修担当の社内弁護士が辞任を発表している。
イギリスの経済紙「フィナンシャル・タイムズ」は社説で「ブルームバーグは馬鹿なまねをした」と評した上で、記者が「特権の乱用」を行った背景について「ウィンクラー氏の手による記者向けのマニュアル」に「手がかりがいくつか潜んでいる」と分析している。

### 誤報
- 2010年9月29日、「ニンテンドー3DSが10月28日に1万8千円で発売」と報道。クリスマス商戦の目玉になる可能性が高くなることを見越して任天堂の株価が急騰したが、任天堂側が即座に否定したために株価は瞬時に暴落。この乱高下に対して証券取引等監視委員会が調査に乗り出した[26]。
- 2010年10月6日、「金融庁がメガバンクの自己資本規制を日本独自で強化検討」との報道し銀行株が急落。金融庁は即座に否定したが影響は市場全体へ波及した[26]。
- 2020年9月、「ソニーがPlayStation 5の生産台数を400万台削減する」と報じた[27]。この報道を受けて、株価が急落する事態となり、ソニーは該当報道を否定するコメントを出した[28][29]。
- 2021年5月、「任天堂が新型のNintendo Switchを開発しており、同年6月に開催するゲーム見本市『Electronic Entertainment Expo（E3）』にて発表する可能性がある」と報じ[30]、複数のネットメディアがブルームバーグの報道を引用する形で後追い記事を出す事態となった[31][32]。しかし、実際には同見本市では発表されず[33][34]、同年7月6日に任天堂から発表された[35]。
- 2021年7月、新型Nintendo Switchの部品コストに関する報道を出したが、任天堂は報道から4日後に公式のTwitterにて否定するコメントを出した[36][37]。
- 2021年9月、任天堂が一部のゲームメーカーに対して、4K映像に対応する開発キットを配布し、既に4K対応のNintendo Switchソフトを制作していると報じたが、任天堂は報道当日に公式のTwitterにて否定するコメントを出した[38][39]。

### 労働問題
ブルームバーグ・ニュース東京支局では、同社が独自に取り入れている業績改善プラン「パフォーマンス・インプルーブメント・プラン(PIP)」（独自記事の本数などについてのノルマ）を、2009年12月以降に男性記者に課した。この記者は2010年4月になって、ノルマを達成できないことなどを理由に退職勧奨されるようになり、2010年8月に解雇された。
記者は解雇を無効として東京地方裁判所に訴えを起こし、2012年10月5日に同地裁は「解雇は客観的に見て、合理的理由が無い」などとして、解雇の無効を認める判決を言い渡した。ブルームバーグ側（代理人：フレッシュフィールズ法律事務所の岡田和樹弁護士）はこの判決を不服として控訴したが、東京高等裁判所も2013年4月24日、地裁判決を支持し、控訴を棄却した。
ブルームバーグは最高裁判所に上告せず、確定した判決に基づいて記者に給料を支払い続ける一方、男性を記者職に復帰させることは拒否しており、2013年7月に男性を相手取り「雇用関係不存在」の訴訟を提起した。

### 化石燃料の宣伝広告
ザ・インターセプト、ネイション、DeSmogの共同調査で、ブルームバーグは化石燃料業界の宣伝広告を掲載している大手メディアの1社であることが判明している。ブルームバーグの気候変動報道を担当するジャーナリストは、気候変動を引き起こし、対策を妨害した企業・業界との利益相反により、気候変動に関する報道の信頼性が低下し、読者が気候危機を軽視するようになることを懸念している。国際連合事務総長のアントニオ・グテーレスは、激化する地球温暖化を受けて、ブルームバーグをはじめとする大手メディアに化石燃料業界の広告掲載（グリーンウォッシングへの協力）をやめるよう警告している。

## 他社の対抗商品
- ロイター
- FactSet
- ダウ・ジョーンズ
- QUICK

など